# Reece Bell
Reece Bell (* 27. August 2001) ist eine britische Skirennläuferin. Sie startet hauptsächlich in den technischen Disziplinen Riesenslalom und Slalom.

## Karriere
Bell gab ihr internationales Renndebüt am 1. Dezember 2018 bei einem FIS-Slalom in Lutsen, welchen sie direkt gewinnen konnte. Bereits ein halbes Jahr später, am 24. August 2018, konnte sie beim Slalom am Mount Hotham ihren ersten Podestplatz bei einer kontinentalen Rennserie, dem Australia New Zealand Cup feiern.
In den darauffolgenden Jahren startete Bell hauptsächlich bei Universitäts- bzw. FIS-Rennen in Nordamerika, aber auch vereinzelt im Nor-Am Cup, wobei sie auch dort gute Platzierungen erreichte.
Am 29. Dezember 2021 gab Bell ihr Weltcupdebüt beim Slalom in Lienz, wobei sie sich jedoch nicht für den zweiten Durchgang qualifizieren konnte. Kurz darauf zog sie sich im Training einen Kreuzbandriss zu, wodurch sie für die restliche Saison pausieren musste.
2023 nahm Bell erstmals an einem internationalen Großereignis teil. Bei den Weltmeisterschaften in Courchevel bzw. Méribel schied sie jedoch im zweiten Durchgang des Slaloms aus.
Am 24. März 2024 gewann sie ihren ersten britischen Meistertitel im Slalom.
Bei den Weltmeisterschaften 2025 in Saalbach konnte sich Bell im Slalom erstmals für den zweiten Durchgang eines Rennens bei einem internationalen Großereignis qualifizieren. In der Endabrechnung belegte sie den 20. Platz, womit sie das beste Ergebnis einer britischen Skirennläuferin bei diesen Weltmeisterschaften erzielte.

## Privates
Reece Bell ist die Tochter des ehemaligen Skirennläufers Martin Bell. Auch ihr Onkel Graham Bell war als Skirennläufer aktiv. Durch ihre Mutter besitzt sie neben der britischen auch die US-amerikanische Staatsbürgerschaft.

## Erfolge

### Weltmeisterschaften
- Courchevel/Méribel 2023: DNF Slalom
- Saalbach-Hinterglemm 2025: 20. Slalom

### Europacup
- 5 Platzierungen unter den besten 30

### Nor-Am Cup
- 2 Podestplätze

### Australia New Zealand Cup
- Saison 2024: 3. Slalomwertung, 5. Gesamtwertung
- 2 Podestplätze

### Weitere Erfolge
- Britische Meisterin im Slalom (2024)
- 4 Siege bei FIS-Rennen